# Rhinolophus capensis
Rhinolophus capensis is een zoogdier uit de familie van de hoefijzerneuzen (Rhinolophidae). De wetenschappelijke naam van de soort werd voor het eerst geldig gepubliceerd door Lichtenstein in 1823.